# Jan II (Brandenburgia)

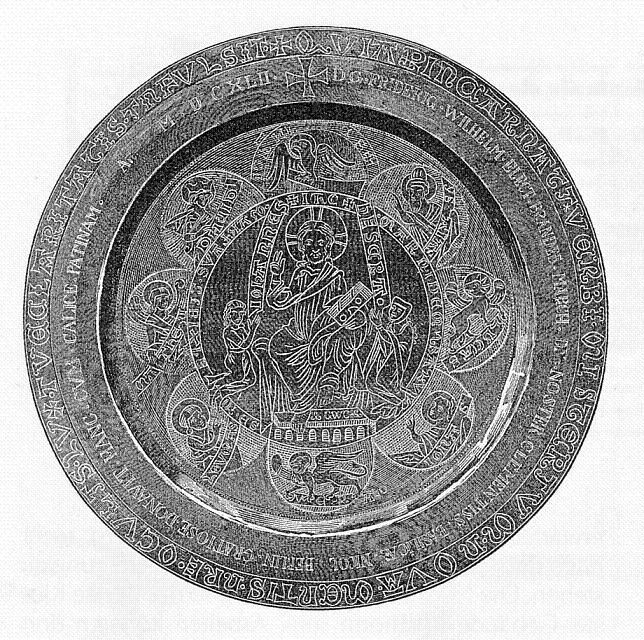
Patena z końca XIII w. przedstawiająca Jana z małżonką

Jan II (zm. 10 września 1281) – margrabia brandenburski na Stendal od 1266 (wraz z braćmi) z dynastii askańskiej.
Był najstarszym synem margrabiego ze Stendal Jana I i Zofii, córki króla duńskiego Waldemara II Zwycięskiego. Wraz ze swoimi młodszymi braćmi Ottonem IV ze Strzałą i Konradem po śmierci ojca objął władzę w Brandenburgii–Stendal. Bracia dzielili tytuł margrabiowski z kuzynami z innej linii dynastii askańskiej, panującymi w Salzwedel. Choć Jan był najstarszym z braci, faktycznie dominował wśród nich młodszy Otto IV. W okresie życia Jana Brandenburgia rozpoczęła konflikt z Magdeburgiem o obsadę tamtejszego stolca arcybiskupiego (kandydatem nań był młodszy brat Jana, Eryk).
Żonaty z Jadwigą z Meklemburgii, miał z nią dwóch synów: Konrada (II) oraz Jana, biskupa Havelbergu.